# Vadim Panin
Vadim Aleksandrovič Panin (in russo Вадим Александрович Панин?; Mosca, 10 febbraio 1984) è un ex cestista russo.

## Palmarès
- FIBA EuroCup Challenge: 1

Ural Great Perm': 2005-06
- VTB United League: 1

Chimki: 2010-11